# Бурмански дани
Бурмански дани је први роман енглеског писца Џорџа Орвела, објављен 1934. Радња се одвија у Британској Бурми у време опадања империје, када је Бурма владала из Делхија као део Британске Индије, роман служи као „портрет тамне стране британског раја“. У средишту романа је Џон Флори, „усамљени појединац заробљен унутар већег система који поткопава бољу страну људске природе.“ Роман описује „и аутохтону корупцију и империјалну нетрпељивост“ у друштву где су, „на крају крајева, староседеоци били староседеоци — занимљиво, без сумње, али коначно... инфериорни народ."
Бурмански дани су први пут објављени „даље“, у Сједињеним Државама, због забринутости да би могли бити потенцијално клеветнички; да је прави провинцијски град Ката описан превише реалистично; и да су неки од његових измишљених ликова били превише уско засновани на људима који се могу идентификовати. Британско издање, са измењеним називима, појавило се годину дана касније. Без обзира на то, Орвелов оштар приказ колонијалног друштва осетили су „неке старе бурманске руке“ да су „радије изневериле страну“. У писму из 1946. Орвел је написао: „Усуђујем се да кажем да је то неправедно на неки начин и нетачно у неким детаљима, али већина тога је једноставно извештавање о ономе што сам видeo.

## Позадина
Орвел је провео пет година од 1922. до 1927. као полицајац у индијској царској полицији у Бурми (данас Мјанмар). Британци су постепено анексирали Бурму у фазама, и тек 1885. године, када су заузели краљевску престоницу Мандалеј, Бурма је као целина могла бити проглашена делом Британске империје. Радници мигранти из Индије и Кине допунили су домаће бурманско становништво. Иако је Бурма била најбогатија земља у југоисточној Азији под британском влашћу, као колонија је била виђена као залеђе. Имиџ који су Британци требало да одржавају у овим заједницама био је огроман терет и већина њих је носила очекивања чак из Британије са намером да задрже своје обичаје и владавину. Међу својим извозом, земља је произвела 75 одсто светске тиковине из шума. Када је Орвел дошао у делту Иравадија у јануару 1924. да започне своју каријеру царског полицајца, делта је била водећи извозни регион Бурме, обезбеђујући три милиона тона пиринча годишње, половину светске понуде.  Орвел је служио у великом броју локација у Бурми. После годину дана обуке у Мандалају и Мајмију, његове објаве су укључивале Мјаунгмију, Тванте, Сиријам, Мулмејна и Катара. Такође је укључивао Инсеин, који се налази северно од Рангуна, место најбезбеднијег затвора у колонији, а сада најозлоглашенијег затвора у Бурми.
Бурмански дани су писали неколико година. Орвел га је израдио у Паризу од 1928. до 1929. Ревидирао га је 1932. у Саутволду док је уређивао породичну кућу током летњих распуста. До децембра 1933. откуцао је коначну верзију, а 1934. је испоручио свом агенту Леонарду Муру, који ју је предао Виктору Голанцу, издавачу Орвелове претходне књиге. Голанц, који се већ плашио да ће објавити дело другог аутора, одбио га је јер је био забринут због оптужби за клевету. Хајнеман и Кејп су то одбили из истог разлога. Након што је захтевао измене, Харперс је био спреман да га објави у Сједињеним Државама, где се појавио 1934. У пролеће 1935. Голанц је изјавио да је спреман да објави британско издање под условом да Орвел може да покаже да није именовао стварне људе. У том циљу, извршене су опсежне провере колонијалних спискова пре него што је Голанц објавио енглеску верзију 24. јуна 1935. године. Без обзира на то, многа од главних европских имена која се појављују у роману су од тада идентификована у Рангун Газети као стварним људима, а име „У По Кин“ посебно припада бурманском официру који је похађао полицијску школу у Мандалају с Орвелом.

## Ликови
- Џон Флори: у целом роману се назива само „Флори“. Он је централни лик, трговац дрвом у средњим тридесетим. Има дугачак, тамноплави младеж који се протеже од ока до усана на левом образу, и покушава да избегне да људима показује леву страну лица јер мисли да је младеж одвратан. Кад год се стиди или гледа са висине, сети се свог жига, симбола његове слабости. Веома је добар пријатељ са индијским др Верасвамијем и цени бурманску културу. То га доводи у сукоб са члановима клуба, који не воле његове помало радикалне ставове. Због своје прилично стидљиве личности и чињенице да не воли свађе, лака је мета у расправама, посебно са Елисом. То га обесхрабрује да се у потпуности залаже за Бурмане. Много пати емотивно јер је заљубљен у Елизабет. Све о чему може да размишља је Елизабет, али они имају супротстављене интересе и она не узвраћа љубав. Флори подржава Бурмане, док их Елизабета сматра зверима. Флори жели да га Елизабет цени, посебно због његовог ометајућег младежа, али жели да подржи Бурманце. Због своје неодлучне личности, ухваћен је између подршке Бурманцима и Енглезима. Након што Елизабет по други пут напусти Флорија, он извршава самоубиство.
- Елизабет Лакерстин: Неудата Енглескиња која је изгубила оба родитеља и долази код својих преосталих рођака, Лакерстинових, у Бурми. Пре него што јој је умрла мајка, живели су заједно у Паризу. Њена мајка је себе сматрала уметницом, а Елизабет је мрзела боемски начин живота и културне везе. Елизабет има 22 године, 'висока за девојку, витка', са модерно кратком косом и носи наочаре од оклопа корњаче. У целом роману тражи да се уда за мушкарца јер њена тетка врши притисак и обожава богатство и друштвену класу, ни једно ни друго могла би да постигне и без мужа током овог временског периода. Када први пут упозна Флорија, он се заљубљује јер преферира беле жене у односу на бурманке. Након што је први пут напустила Флорија, она се удвара Вералу, који је нагло напушта без поздрава. Други пут када је напустила Флорија (и након његовог самоубиства), удала се за заменика комесара Мекгрегора.
- Господин Лакерстин: Елизабетин ујак и муж госпође Лакерстин. Лакерстин је менаџер фирме. Он је велики пијанац чији је главни циљ у животу да се "добро проведе". Међутим, његове активности отежава његова жена која све време посматра „као мачка над крвавом мишјом рупом“, јер од када се вратила након што га је једног дана оставила самог и затекла га окруженог три голе бурманке, престала је да му верује. Лакерстинова развратност се протеже и на сексуалне нападе према његовој нећакињи Елизабети.

- Др Верасвами: Индијски доктор и добар Флоријев пријатељ. Он нема ништа осим поштовања према Британцима који живе у Бурми и често жели да гласно изрази своју подршку британској колонијалној власти када може, иако га многи у европској заједници, укључујући Елиса, не поштују. Верасвами и Флори често разговарају о разним темама, при чему Верасвами представља британску тачку гледишта, а Флори стаје на страну Бурманаца. Др Верасвами је на мети У По Кина у потрази за чланством у Европском клубу. Др Верасвами жели да постане члан клуба како би му то дало престиж који ће га заштитити од покушаја У По Кина да га протера из округа. Пошто поштује Флорија, не гњави га да би га примили у клуб. На крају долази до плана У По Кина да прогна др Верасвамија. Шаљу га на посао у другу запуштену болницу негде другде.
- У По Кин: Корумпирани и лукави судија са ужасно великим вишком килограма, али савршено негован и богат. Има 56 година и "У" у његовом имену је његова титула, која је почасна у бурманском друштву. Осећа да може починити зла дела која пожели — да превари људе за њихов новац, затвори невине, злоставља младе девојке — јер, иако, „Према будистичком веровању, они који су учинили зло у својим животима ће следећу инкарнацију провести у облику пацова, жаба или неке друге ниске животиње", намерава да се обезбеди против ових греха тако што ће остатак свог живота посветити добрим делима као што је финансирање изградње пагода, "и уравнотежити вагу кармичке правде". Он наставља са својим плановима да нападне др Верасвамија, подстичући побуну као део вежбе, како би др Верасвами изгледао лоше и елиминисао га као потенцијалног кандидата клуба, како би себи обезбедио чланство. Верује да ће својим статусом члана клуба прекинути интриге које су уперене против њега. Он губи предност када Флори и Вересвами угуше побуну. Након Флоријеве смрти, Кин постаје члан Европског клуба. Убрзо након пријема у клуб, умире, неискупљен, пре изградње пагоде. „У По је напредовао лоповлуком, подмићивањем, уценама и издајом, а његова корумпирана каријера је озбиљна критика како енглеске владавине која дозвољава његов успех, тако и његових енглеских надређених који тако катастрофално погрешно процењују његов карактер.
- Ма Хла Меј: Флоријева бурманска љубавница која је била са њим две године пре него што је упознао Елизабет. Ма Хла Меј верује да је Флоријева незванична супруга и користи привилегије које долази уз повезаност са европском заједницом у Бурми. Флори је плаћао њене трошкове током њиховог заједничког времена. Међутим, након што је постао очаран Елизабет, он је обавештава да више не жели ништа са њом. Ма Хла Меј је избезумљена и више пута га уцењује. Када су избачени из Флоријеве куће, остали сељани се одвајају од ње и она не може себи да нађе мужа који би је издржавао. Подстакнута У По Кином, који има алтернативни план да уништи Флоријеву репутацију у клубу, она прилази Флорију пред Европљанима и ствара драматичну сцену тако да сви знају за његову интимност са њом. Овај испад заувек квари Елизабетину перцепцију Флорија. На крају одлази да ради у јавној кући на другом месту.
- Ко С'ла: Флоријев одани слуга од дана када је стигао у Бурму. Иако добро служи Флорија, он не одобрава многе његове активности, посебно однос са Ма Хла Меј и његове навике да пије. Он верује да би Флори требало да се ожени. Флори је остао у истом непромишљеном стању у којем је био по доласку у Бурму. У очима Ко С’ла, Флори је још увек дечак. Ко С'ла је, с друге стране, наставио са својим животом јер је узео жене и добио петоро деце. Жао му је Флорија због његовог детињастог понашања и младежа.
- Поручник Верал: војни полицајац који има привремену дужност у граду. Он је све што Флори није — млад, згодан, привилегован. Он је најмлађи син и гледа на све са висине, не чинећи уступке уљудности и лепом понашању. Његова једина брига док је у граду је играње поло. Он не обраћа пажњу на нечију расу, сви су испод њега. Верал је самозадовољан и егоцентричан. Подстакнута тетком, Елизабет тражи Верала као удварача, али он је користи само за привремену забаву. На крају, он нестаје из града без речи Елизабети.
- Господин Мекгрегор: заменик комесара и секретар клуба. Он је усправан и добронамеран, мада и помпезан и самоважан. У По Кин контактира господина Мекгрегора путем анонимних писама док он наставља своје нападе на др Верасвамија да би добио позицију у клубу. Као један од јединих слободних мушкараца који су остали у граду, ожени се Елизабетом.

- Елис: Злобни и насилни расиста који управља компанијом у горњој Бурми. Он је вулгаран и безобразан члан клуба који воли да прави скандале. Елис се чврсто држи тога да су Бурмани потпуно неспособни да сами владају земљом. Његова мржња према бурманској култури изазива неке сукобе са Флоријем због Флоријеве љубазности са Бурманцима, посебно са др Верасвамијем. Елис подржава У По Кинов план да уништи репутацију др Верасвамија и нису му потребни никакви докази о његовој кривици.
- Франсис и Семјуел: Франсис је евроазијски службеник индијског зајмодавца новца, док је Семјуел службеник неким од молилаца. Обојица су синови хришћанских мисионара, књига истражује ставове према њиховом мешовитом наслеђу.